# 주름감자
주름감자(영어: crinkle-cut fries)는 감자를 주름처럼써는 방식으로 썰어 튀긴 감자 튀김이다.

## 사진

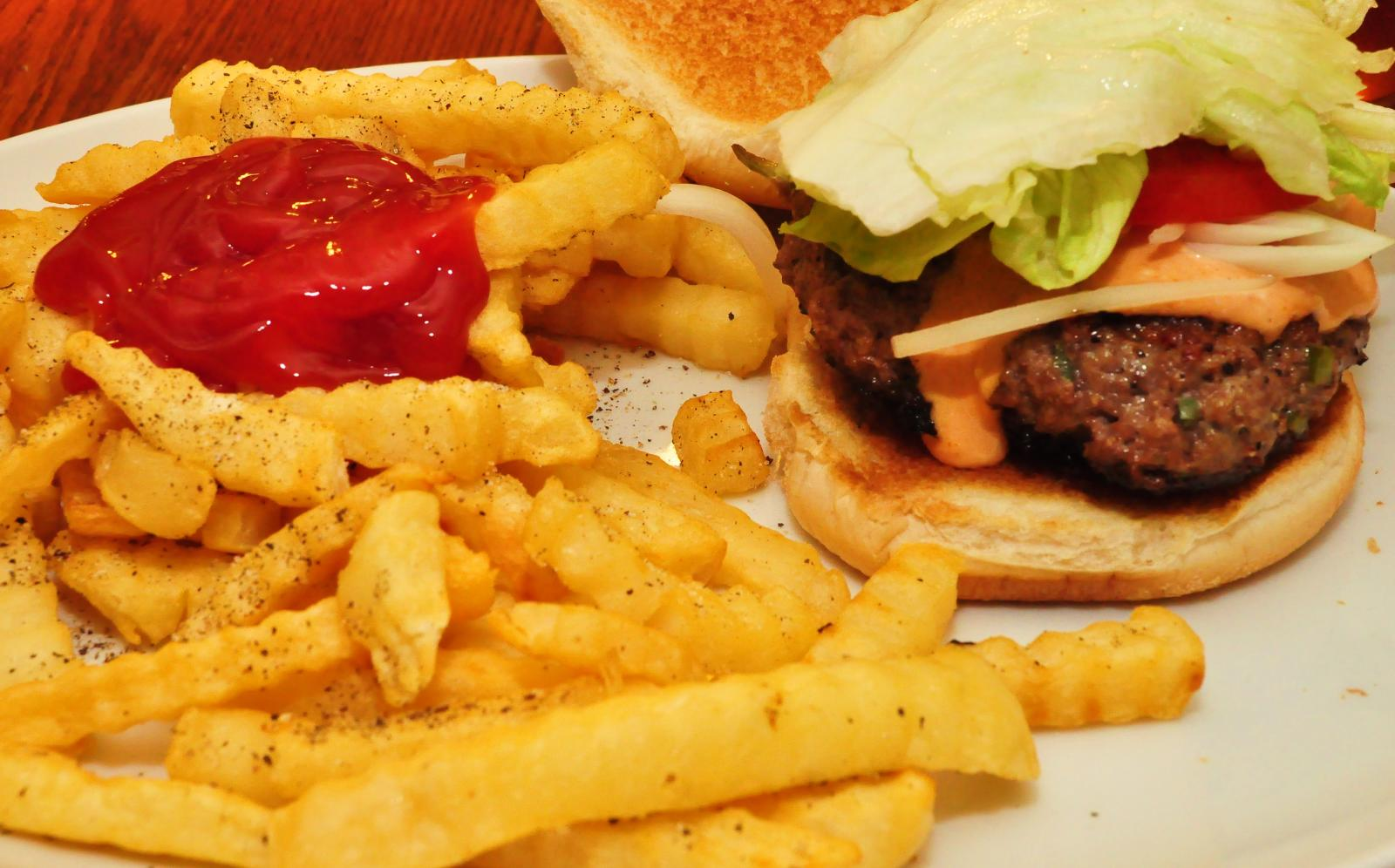
햄버거와 주름감자 세트

## 같이 보기
- 막대감자
- 벌집감자
- 용수철감자
- 웨지감자